# Ellmauer Halt
De Ellmauer Halt is een 2344 meter hoge berg in Oostenrijk, in Tirol. De top is het hoogste punt van het Kaisergebergte en ligt in het deel dat men aanduidt als de Wilder Kaiser. De top is voor het eerst bereikt in 1869, sinds 1883 staat er een gipfelkreuz. De top is te bereiken over twee klettersteigs.